# C/2024 G3 ATLAS
C/2024 G3 ATLAS è una cometa non periodica con orbita retrograda scoperta il 5 aprile 2024.

## Storia delle osservazioni
La cometa fu scoperta il 5 aprile 2024 dall'Asteroid Terrestrial-Impact Last Alert System (ATLAS) attraverso un telescopio localizzato a Río Hurtado, Cile. La cometa si trovava a 4,38 au (655 238 674 km) e aveva una magnitudine apparente di 19. Alla fine dell'anno scese tra 5,5 e 5, diventando a malapena visibile nell'emisfero australe, nella costellazione dello Scorpione.
I primi di gennaio 2025 la cometa arrivò ad un minimo di −1,4 di magnitudine, ed era ampiamente visibile ad occhio nudo tra il 10 e il 15 di gennaio, raggiungendo poi il perielio il 12-13 gennaio, ad una distanza dal Sole di ben 13,5 milioni di chilometri (0,094 UA); la cometa venne fotografata dalla Stazione Spaziale Internazionale e poi dal telescopio SOHO.
Dopo il perielio, la cometa continuò a essere visibile nell'emisfero australe tra il 15 e il 20 gennaio, ma il 19 gennaio l’astrofotografo Lionel Majzik notò che la coda della cometa era diventata più prominente rispetto alla chioma, inducendo alla possibilità che la cometa si possa essere disgregata a causa del forte vento solare. I resti della cometa saranno visibili fino ad aprile circa e potrebbero formare un nuovo sciame meteorico.
Gli studiosi sostengono che la cometa provenga dalla Nube di Oort, e che abbia già raggiunto il perielio in passato, ma il suo moto di rivoluzione non è stato ancora definito, potendo essere di 160.000 o 600.000 anni.

## Visibilità
La cometa ha raggiunto, durante il suo perielio, una magnitudine apparente di −4, in alcuni punti quasi quanto quella di Venere, cosa che ha permesso la visione a occhio nudo. Nonostante ciò la cometa è passata vicinissima al Sole, a soli 5°, il ché ha peggiorato la sua visibilità. 
Grazie alla sua alta luminosità, la cometa si è presentata sia il giorno che la notte, ed è stata classificata come la cometa più luminosa del 2025. 
Per l'orientamento della sua orbita gli abitanti dell'emisfero australe sono stati notevolmente favoriti nell'osservazione di questa cometa.